# Meppen (stacja kolejowa)
Meppen – stacja kolejowa w Meppen, w kraju związkowym Dolna Saksonia, w Niemczech. Znajdują się tu 2 perony.